# Rafael Rivelles Guillén
Rafael Rivelles Guillén (València, 23. prosinca 1897. – Madrid, 3. prosinca 1971.) bio je španjolski kazališni i filmski glumac.

## Životopis
Rafael Rivelles Guillén je rođen 23. prosinca 1897. godine u Valenciji. Njegovi su roditelji bili uspješni kazališni glumci Jaime Rivelles i njegova supruga, Amparo Guillem Minguet. Rafael je počeo glumačku karijeru u kazalištu, a poslije je glumio i u filmovima. Oženio je 15. ožujka 1922. Maríju Fernandu Ladrón de Guevaru u crkvi svetog Josipa u Madridu; njihova je kći bila María Amparo Rivelles y Ladrón de Guevara, rođena u Madridu 1925. Poslije je oženio Rosu Fontanu. 
Rivelles je umro u Madridu, 3. prosinca 1971.

## Filmografija
Filmovi u kojima je Rivelles imao najznačajnije uloge:
- El proceso de Mary Dugan
- Carmen, la de Triana
- Frente de Madrid
- Goyescas
- El beso de Judas
- Marcelino, pan y vino
- El señor de La Salle